# Ніколає Гліб
Ніколає Гліб (рум. Nicolae Glib; нар. 10 травня 1949, с. Пепень Синжерейського району) — молдовський виконавець народної музики.
Розпочав свою артистичну кар'єру у віці 4 років, коли почав танцювати в ансамблі народного танцю. У підлітковому віці цікавився народною музикою, надихаючись піснями Ніколає Сулака.
Навчався у музичній середній школі імені Штефана Няґи з 1967 по 1971 рік. Пізніше – студент Інституту мистецтв імені Гавриїла Музическу (1975–1980) у Кишиневі.  Його хормейстером під час навчання в інституті був Александру Мовіле.

### Кар'єра
Розпочав свою професійну кар'єру як соліст оркестру ансамблю народного танцю «Joc», що працює при Кишинівській філармонії. Оркестром на той час керував Володимир Ротару, а потім Васіле Гоя. Ніколає Гліб був там з 1969 по 1972 рік.
З 1972 по 1985 рік – соліст оркестру народної музики «Фольклор», що був пов’язаний з Кишинівським товариством радіо і телебачення. Пізніше співав у народному оркестрі філармонії «Барзій».
У складі оркестру «Фольклор» провів найплідніші роки своєї творчої кар'єри. У цей період також записав свої найвідоміші пісні: «Moldovean ca mine nu-i», «Băsmăluța», «Doar o viață are omul» тощо.
За 13 років співу в Оркестрі Товариства радіо і телебачення залишив сотні творів для архіву товариства. Ніколає Гліб був учасником численних успішних дуетів, зокрема з Валентиною Кожокару, Думітру Блажіну, Ігнатом Брату, Сергієм Крецу, Сергієм Кучуком, Ніколає Ботгросом, Борисом Руденко тощо 
Наразі виступає на сцені переважно у супроводі свого сина, Ісидора Гліба. Разом вони виступили на церемонії вручення премії «Золота підкова», присвяченій 40-річчю оркестру бардів; а також на церемонії з нагоди 70-річчя Радіо Ясси.

## Нагороди
- 1980 – Заслужений артист Молдавської РСР
- 1990 – Народний артист Молдавської РСР
- 1993 – Медаль «Громадянські заслуги»
- 1996 – Орден «Трудова слава»
- 2010 – Орден Республіки
- 2016 – Національна премія за відмінні досягнення в музичній кар'єрі.[5]